# Сервий Сульпиций Гальба (претор 54 года до н. э.)
Се́рвий Сульпи́ций Га́льба (лат. Servius Sulpicius Galba; родился, по одной из версий, около 94 года до н. э. — умер после 43 года до н. э.) — римский военачальник и политический деятель из патрицианского рода Сульпициев, претор 54 года до н. э. Был легатом в Галльской войне, неудачно претендовал на консулат 49 года до н. э., участвовал в заговоре против Гая Юлия Цезаря. Прадед императора Сервия Сульпиция Гальбы.

## Биография
Сервий Сульпиций принадлежал к знатному патрицианскому роду Сульпициев, предположительно происходившему из Камерина. Первый Сульпиций (из упоминающихся в источниках) был консулом в 500 году до н. э., а в дальнейшем представители этого рода регулярно занимали высшие римские должности. Прадед Сервия, носивший тот же преномен, был консулом в 144 году до н. э., считался выдающимся оратором и одним из богатейших римлян; дед, Гай, был видным юристом, а отец, ещё один Сервий, известен только как легат в 80-е годы до н. э.
Учитывая требования Корнелиева закона, установившего минимальный возраст для получения каждой из высших римских магистратур, и дату претуры Сервия Сульпиция, исследователи датируют рождение этого нобиля приблизительно 94 годом до н. э. Первые упоминания о нём в сохранившихся источниках относятся к 61 году до н. э., когда он был легатом в Нарбонской Галлии при пропреторе Гае Помптине. Гальба сражался с аллоброгами, причём относительно успешно, но решающая победа была одержана, только когда Помптин сосредоточил командование в своих руках.
С 58 года до н. э. Сервий был легатом в армии Гая Юлия Цезаря, начавшего завоевание Косматой Галлии; по словам Авла Гирция, Цезаря и Гальбу связывали «узы личной дружбы». Известно, что осенью 57 года до н. э. Сервий действовал во главе XII легиона в Альпах. Он разбил и принудил к миру галльские племена нануатов, седунов и варагров и расположился было в их землях на зимовку, но седуны и варагры вскоре восстали. 30 тысяч галлов осадили римский лагерь. Предприняв неожиданную вылазку, Гальба разбил врага и нанёс ему большие потери, но, всё-таки, был вынужден отступить в провинцию.
Предположительно, в 56 году до н. э. Гальба вернулся в Рим. В 54 году до н. э. благодаря дружбе с Цезарем он стал претором и в этом качестве активно способствовал тому, чтобы Гай Помптин удостоился триумфа за аллоброгскую войну. В начале 52 года до н. э., по данным Плутарха, интеррекс по имени Сервий Сульпиций провозгласил консулом «без коллеги» Гнея Помпея «Великого», но в историографии принято считать, что это был не Гальба, а его сородич Руф.
В 50 году до н. э. Сервий выдвинул свою кандидатуру в консулы. Это было время углубления конфликта между Цезарем и Помпеем, и первый из этих политиков поддержал на выборах Гальбу, а второй — другого кандидата-патриция, Луция Корнелия Лентула Круса. Источники сообщают, что Сервий набрал больше голосов, но избран, всё-таки, не был — либо из-за своеобразия римской выборной системы, либо из-за каких-то незаконных махинаций. В итоге консулами стали двое сторонников Помпея.
Вскоре после этих событий началась гражданская война. О деятельности Гальбы в те годы мало что известно. Из одного письма Цицерона следует, что в 49 году до н. э. Сервий был членом жреческой коллегии авгуров и что Цезарь надеялся на него при решении одной серьёзной проблемы: оба консула отправились вслед за Помпеем на Балканы, а в Риме надо было организовать очередные выборы магистратов; Гай Юлий планировал поручить проведение выборов претору и рассчитывал на одобрение со стороны авгуров. Гальба поддерживал Цезаря до полной его победы и явно рассчитывал на весомые награды, но остался обделённым (некоторые источники сообщают даже, что он «не был допущен к консульству»), а потому в 44 году до н. э. примкнул к заговору Брута и Кассия.
Последние упоминания о Сервии относятся к 43 году до н. э. Во главе Марсова легиона он двинулся под началом консула Авла Гирция (умеренного цезарианца, примкнувшего к сенатской «партии») против радикального цезарианца Марка Антония, осаждавшего Мутину. Позже Гирций направил его навстречу своему коллеге, Гаю Вибию Пансе. 14 апреля у Галльского Форума произошло сражение: Антоний атаковал Пансу и разбил его, но тут же сам подвергся нападению со стороны Гирция и, в свою очередь, был побеждён. Гальба в этой битве командовал восемью когортами на правом фланге войска Пансы. Сохранилось его письмо Цицерону, в котором рассказывается о битве; оно является очень ценным историческим источником.
Осенью 43 года до н. э. Сервий Сульпиций вместе с другими участниками заговора против Цезаря был объявлен вне закона, согласно Lex Pedia. О его дальнейшей судьбе ничего не известно.

## Потомки
Сыном Сервия был Гай Сульпиций Гальба, продвинувшийся в политической карьере до претуры и написавший объёмный исторический труд. Предположительно Сервий Сульпиций, известный только по надписи на одном денарии, тоже носил когномен Гальба и был старшим сыном претора 54 года до н. э.